# Strongylium purpuripenne
Strongylium purpuripenne es una especie de escarabajo del género Strongylium, familia Tenebrionidae, orden Coleoptera. Fue descrita científicamente por Mäklin en 1864.

## Descripción
Mide 26 milímetros de longitud.

## Distribución
Se distribuye por Sudáfrica.